# شرپتس
شرپتس (به لهستانی:  Sierpc) یک منطقهٔ مسکونی در لهستان است که در شهرستان شرپتس واقع شده‌است. شرپتس ۱۸٫۶ کیلومتر مربع مساحت و ۱۸٬۷۹۱ نفر جمعیت دارد.